# Срібні яйцеголови
Срібні яйцеголови (англ. The Silver Eggheads) — науково-фантастичний роман американського письменника Фріца Лайбера, вперше опублікований в скороченому варіанті 1959 року в журналі «The Magazine of Fantasy & Science Fiction». Повна версія опублікована 1961 року.

## Зміст
Це сатира на видавничу індустрію, ремесло письменництва та споживання розваг суспільством. У майбутньому письменників замінили машини, що називаються «словомлини» (англ. wordmills), які випускають художню літературу для мас, які щодня вимагають нової гостросюжетної історії, створеної на основі сучасних трендів та моди, але які нічого не пропонують для думаючих людей. Спілка письменників знищує всі млини, щоб зрештою зрозуміти, що вони не можуть навіть почати писати самостійно.
Тим часом в цьому суспільстві майбутнього є розвинені роботи з літературним та філософським мисленням та активним сексуальним життям, які виявляються набагато кращими письменниками. Крім того, видавці планують подолати кризу відсутності творів, не покладаючись на нових письменників-людей, а використовуючи «срібні яйцеголови», у яких мізки справжніх класичних письменників минулого були ув'язнені у світі чистої думки.
Більшість сатири Лайбера є тогочасною, однак він передбачив тенденцію до технологічності у створенні художніх творів.
Один з перших творів, де в роботів є стать, секс та високоорганізоване соціальне життя.

## Персонажі
Гаспар де ла Нуї — письменник-підмайстр. Він має проблеми з запальною подружкою Елоїзою Ібсен, призначеною йому видавцем. Він справді любить «словомлини», які пишуть його романи.
Зейн Горт — позитивний самозайнятий робот-письменник, Зейн пише книги для роботів і шалено закоханий у
Міс Блушес — скромну, але істеричну роботесу-цензора. Врахувати, що її схеми підключені до цензури, це ускладнює життя Зейну. Він звертається по допомогу до
Няньки Бішоп — красивої дівчини, яка працює нянькою для таємничої групи «срібні яйцеголови», які належать
Флаксман і Калінгем — людям-видавцям масових художніх творів.